# Ottawa megye (Ohio)
Ottawa megye az Amerikai Egyesült Államokban, azon belül Ohio államban található. Megyeszékhelye és legnagyobb városa Port Clinton. Lakosainak száma 40 364 fő (2020. április 1.). Ottawa megye Erie, Sandusky, Wood és Lucas megyékkel határos.

## Népesség
A megye népességének változása:
| Lakosok száma | 41 399 | 41 453 | 41 355 | 41 153 | 40 877 | 40 364 |
|               | 2010   | 2011   | 2012   | 2013   | 2015   | 2020   |